# Idioma natchez
El natchez es una lengua aislada hablada anteriormente por los natchez.

## Historia
Los natchez fueron contactados por primera vez por La Salle en 1682. Hacia el siglo XVIII poblaban ocho o nueve asentamientos a lo largo del arroyo St. Catherine, al este de la localización actual, en Misisipi (Campbell 1997:147).
En 1731, los natchez atacaron a los tunica aliados de los franceses, y los franceses en represalia enviaron como esclavos a 400 natchez a las Indias Occidentales. El resto se dispersó por las tierras bajas de la cuenca del Mississipí, otros se asentaron entre los chickasaw y algunos otros entre los creeks. Ningún natchez pudo refugiarse con los aliados de los franceses (choctaw, tunica, caddo, atakapa y quapaw), y algunos de ellos fueron al este de las Carolinas, y finalmente algunos natchez se asentaron con los cheroquis, que aparentemetne tenían en gran estima a los natchez por su fama de brujos y magos (Mooney 1899:517,
cited in Crawford 1975: 62).

## Clasificación
Durante el siglo XIX con los europeos se compilaron varios vocabularios del natchez, Swanton compiló un vocabulario comparado y trabajó con cinco hablantes de natchez en Oklahoma, in 1907, 1908, and 1915, recogiendo 113 páginas de texto de algunos de los últimos hablantes.
La lingüista estadounidense Mary Haas estudió el nathchez con Watt Sam y Nancy Raven, los dos últimos hablantes en la década de 1930. Y propuso que la lengua estaba lejanamente emparentada con las lenguas muskoki. La misma autora propuso que el natchez, el atákapa, el chitmacha y el tunica formarían junto con las lenguas muskoguianas dentro de una familia llamada familia del golfo.
Sin embargo, dicha propuesta de parentesco tal como lo propuso Haas no es ampliamente aceptada actualmente, aunque la idea de que algunas de esas lenguas sí pudieran estar emparentadas no ha sido completamente desechada.
Recientemente, en 2005, se publicó una descripción gramatical del natchez, publicada por Geoffrey Kimball sobre la base de las notas de Haas.

## Descripción lingüística

### Fonología
El inventario consonántico viene dado por (en cursiva se indica la ortografía práctica usada):
|             | Bilabial | Alveolar | Palatal | Velar | Labiovelar | Glotal |
| ----------- | -------- | -------- | ------- | ----- | ---------- | ------ |
| Oclusiva    | p        | t        |         | k     | kʷ         | ʔ      |
| Africada    |          | c        |         |       |            |        |
| Fricativa   |          | s        |         |       |            | h      |
| Nasal       | M m      | N n      |         |       |            |        |
| Aproximante |          | L l      | Y y     |       | W w        |        |

Donde se ha empleado la notación americanista para /c/ (=AFI /ts/) y donde /M, N, L, W, Y/ denotan las contrapartidas sordas de /m, n, l, w, y/.
El natchez distingue 6 timbres vocálicos y además toda vocal puede ser larga o breve:
|         | Anterior       | Central | Posterior |
| Cerrada | /i, ii/        |         | /u, uu/   |
| Media   | /e, ö, ee, öö/ |         | /o, oo/   |
| Abierta |                | /a, aa/ |           |

## Comparación léxica
La siguiente tabla muestra los numerales en algunas lenguas indígenas norteamericanas:
| GLOSA | Atákapa Oc.[3]         | Atákapa Or.[4] | Natchez[5]   | Chitimacha[6][7] | Tónkawa[8] | karankawa[9]  |
| ----- | ---------------------- | -------------- | ------------ | ---------------- | ---------- | ------------- |
| '1'   | tanuʔk                 | hannik         | wītã         | (h)unku          | weˑʔls     | nā́tsa         |
| '2'   | tsīk                   | hapalšt        | āwiti        | (h)upa           | ketay      | haíkia        |
| '3'   | lāt                    |                | nēti         | kahitie          | metis      | kaxáyi        |
| '4'   | himatoʔl               | tets           | kinawīti     | me(če)čant       | sikit      | hayo          |
| '5'   | nīt                    |                | išpīti       | hussa            | kaskʷa     | nā́tsa         |
| '6'   | lāt tsīk               |                | lāhanaʔoχ    | hatẽka           |            | haíkia, háyo  |
| '7'   | paχ(e)                 | paighu         | anʔkwa       | mīčeta           |            | haíkia, nā́tsa |
| '8'   | himatoʔl tsīk          |                | apkatūpiš    | kweta            |            | haíkia        |
| '9'   | wōš išōlan / tegghuiau |                | witipkatūpiš | kwičeta          |            | haíkia        |
| '10'  | wōš / heissign         |                | ōkō          | heihetie         |            | hábe          |
Los términos del karankawa fueron recopilados A. S. Gatschet a partir de lo que recordabanhacia finales de 1880 algunos ancianos entre ellos Alice Oliver, que sólo recordaban palabras y no estaban segurods de los significados de ahí las inconsistencias en la lista.